# حركة المواطن المستقل

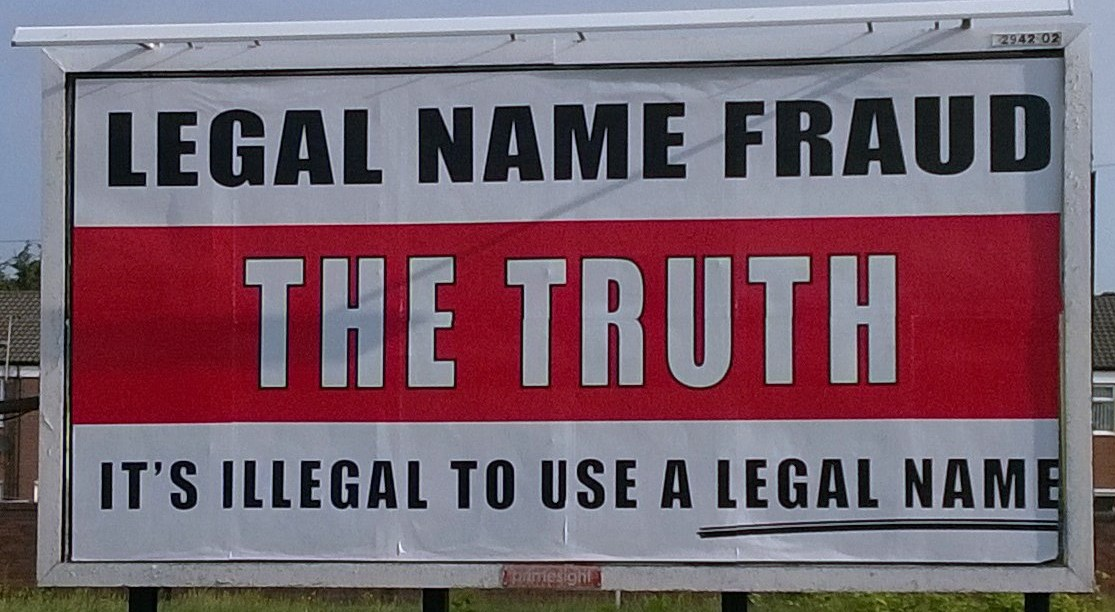

تتكون حركة المواطن المستقل من مجموعة مفككة من المتقاضين، والمعلقين، والمحتجين على الضرائب، ومشجعي البرامج المالية في الولايات المتحدة ودول الكومنولث البريطاني. يرى من يصفون أنفسهم بالمواطنين المستقلين أنهم يخضعون للمساءلة طبقًا لتفسيرهم الشخصي للقانون العام فقط، وأنهم غير خاضعين لأي تشريعات أو إجراءات حكومية. لا يعترف هؤلاء ممن يعيشون في الولايات المتحدة بالعملة الرسمية ويأكدون على تحررهم من أي قيود قانونية. يرفض هؤلاء الأشخاص بصفة خاصة جميع أشكال جباية الضرائب ويعدونها غير مشروعة. يحتج المشاركون في تلك الحركة بهذا المفهوم اعتراضًا على فكرة «المواطنين الفيدراليين» الذين خسروا حقوقهم بغير علمهم بموافقتهم على بعض جوانب القانون الفيدرالي، على حد قولهم. تتشابه مبادئ تلك الحركة مع مبادئ حركة «الأحرار على الأرض» التي حازت على شهرة أوسع في دول الكومنولث مثل بريطانيا وكندا.
يرى العديد من أعضاء حركة المواطن المستقل أن حكومة الولايات المتحدة هي حكومة غير شرعية. وصف جيه جيه ماكناب (صحفي في مجلة فوربس مهتم بالكتابة عن الحركات المتطرفة المعادية للحكومة) حركة المواطن الحر بأنها مكونة من أفراد يعتقدون أن شريف المقاطعة هو صاحب أقوى مركز سياسي في البلد بأكملها، أي أن سلطته تتخطى سلطة أي عميل فيدرالي، أو مسؤول منتخب، أو ضابط محلي مُكلف بتنفيذ القانون. تنحدر أصول تلك الحركة من جماعات سيادة البيض المتطرفة مثل جماعة بوسي كوميتاتوس (باللاتينية: posse comitatus؛ وتُترجم إلى «قوة البلد»)، وحركة الميليشيا الدستورية. تشمل تلك الحركة كذلك بعض الطوائف المغربية.
يصنف مكتب التحقيقات الفيدرالي (FBI) بعض المنتمين لحركة المواطن المستقل (الذين يُعرفون بـ «المواطنين المستقلين المتطرفين») تحت بند الإرهاب المحلي. وطبقًا لتقرير مركز قانون الحاجة الجنوبي (SPLC) لعام 2010، يُقدر عدد الأمريكيين المؤمنين بالاستقلالية المتشددة بنحو 100,000 فرد، إلى جانب 200,000 مواطن أمريكي «يطبقون أساليب المواطنة المستقلة لمقاومة جميع أشكال التدخل الحكومي بداية من مخالفات تجاوز السرعة وحتى تهم المخدرات».
طبقًا للاستطلاع الذي أُجري في عامي 2014 و2015، يرى ممثلو الولايات المتحدة أن خطر الإرهاب من جانب حركات المواطنة المستقلة أكبر من الخطر الذي تشكله أي مجموعات إرهابية أخرى بما يشمل جماعات التطرف الإسلاموي، والميليشيات المسلحة، والعنصريين، والنازيين الجدد. وبالمثل وجدت قوات شرطة نيوساوث وليز في أستراليا أن المواطنين المستقلين يشكلون تهديدًا إرهابيًا محتملًا.

## نظريات
كتب دنيس ل. فويشت تعليقًا على كتاب «الميليشيات الأمريكية: التمرد، العنصرية، والدين» من تأليف ريتشارد أبانيس، ووصف فيه نظرية ريتشارد ماكدونالد، أحد قادة حركة المواطنة المستقلة، التي تزعم وجود طبقتين من المواطنين في الولايات المتحدة: طبقة مواطني الولايات الأصليين، وطبقة مواطني الولايات المتحدة. يؤكد ماكدونالد:
«يتمتع مواطنو الولايات المتحدة أو مواطنو «التعديل الرابع عشر» بالحقوق المدنية التي شُرعت من أجل العبيد السود عقب الحرب الأهلية، وهي حقوق مقاربة للحقوق الدستورية غير القابلة للانتقاص التي يتمتع بها مواطنو الولايات البيض. تُمنح مزايا الجنسية الأمريكية للمواطنين بالتراضي في مقابل حريتهم. وبناءً على ذلك يتخذ بعض مواطني الولايات الخطوات اللازمة لسحب جنسيتهم الأمريكية وفسخها، وإعادة ترسيخ مركزهم القانوني باعتبارهم مواطنين خاضعين لسلطة الولايات فقط وليس للحكومة الفيدرالية. تنطوي تلك الخطوة على التحرر من السلطة الفيدرالية والتخلي عن أي دليل يثبت قبول الفرد بجنسيته الأمريكية مثل بطاقة رقم الضمان الاجتماعي، ورخصة القيادة، ورخصة السيارة، وحق الاستفادة برموز البريد، ورخصة الزواج، وحق التسجيل في الانتخابات، وشهادة الميلاد. بالإضافة إلى ذلك يحق لأولئك المواطنين أن يمتنعوا عن دفع ضريبة الدخل المحلية والفيدرالية نظرًا إلى أن المواطنين غير الخاضعين لسلطة الولايات المتحدة غير مُلزمين بدفعها. يرى مواطنو الولايات أن سكان الولايات وحدهم، لا مواطنيها، مُلزمون بدفع ضرائب الدخل، وأنه يجوز لأي مواطن مستقل يمتلك قطعة من الأرض أن يقدم سند امتياز الأرض الأصلي إلى المقاطعة المحلية للحصول على حق تملك مطلق أو حق تملك كامل لا نزاع فيه. يحتفظ الفرد بحق ملكية الأرض الكاملة «دون الاعتراف بأي جهة سامية موكلة بأي واجب تجاه ما سبق ذكره» (قاموس بلاك القانوني). تشمل تلك الجهات السامية: القائمين على جباية ضرائب الملكية، وحاملي الرهون العقارية أو امتيازات الأراضي».
أيد ماكدونالد نظرياته عن طريق تأسيس مراكز خدمات مواطني الولايات في جميع أرجاء الولايات المتحدة، وإنشاء موقع إلكتروني مُكرس لتلك القضية.
يؤكد الكاتب ريتشارد ألبانيس أن أولئك «المواطنين المستقلين» يتوانون عن دراسة سياق السوابق القانونية التي يحتجون بها دراسةً كافيةً، ويتجاهلون الأدلة المضادة لحججهم مثل مقالة الفيدرالي الخامسة عشرة التي كتبها ألكساندر هاميلتون وأكد فيها على أن الدستور يضع جميع الأفراد تحت طائلة السلطة الفيدرالية.
يدعي بعض المواطنين المستقلين أنهم محصنون ضد معظم قوانين الولايات المتحدة أو جميعها في حالة تنازلهم عن جنسيتهم الأمريكية، ويشير هؤلاء إلى هذا الإجراء بالاغتراب، وهو ينطوي على تجهيز مستند غير قانوني يقر فيه الطرف الموقع بتنازله عن جنسيته في ظل «شراكة فيدرالية»، ويعلن فيها أنه ليس سوى مواطن للولاية التي يعيش فيها فقط؛ ثم يتقدم به إلى أي مكتب موظف مقاطعة يمكن إقناعه بقبول مثل هذا المستند.

## الوضع القانوني للنظريات
حاول بعض الأفراد استغلال حجج المواطنة المستقلة في قضايا الضرائب الفيدرالية في الولايات المتحدة منذ سبعينيات القرن العشرين. رفضت المحاكم جميع أشكال الحجج التي تزعم بأن الفرد غير مُلزم بقوانين الدولة لأنه مواطن «مستقل»، ومن أبرز تلك القضايا قضية «جونسون ضد مأمور الضرائب»: زعمت فيليس جونسون أنها لا تخضع لقانون ضريبة الدخل الفيدرالية لأنها «مواطنة مستقلة» – رفضت المحكمة دعواها؛ وقضية «ويكوف ضد مأمور الضرائب»: احتج أوستن ويكوف بنفس الحجة السابقة، ورفضتها المحكمة هي الأخرى؛ وقضية «الولايات المتحدة ضد هارت»: طعن دوغلاس هارت في الدعوى المقدمة ضده بتهمة إرسال إخطارات حجز مزورة ضد طاقم عمل دائرة الإيرادات الداخلية (الهيئة المسؤولة عن الضرائب في الولايات المتحدة)، واحتج هارت بأنه مواطن مستقل ولا يحق لمحكمة الولايات المتحدة المحلية أن تفرض سلطتها عليه – رفضت كلٌ من المحكمة المحلية ومحكمة الاستئناف الأمريكية للدائرة الثامنة دعوى هارت؛ وقضية «يونغ ضد دائرة الإيرادات الداخلية»: ادعى جيري يونغ أن دائرة الإيرادات الداخلية لا تعنيه بصفته مواطنًا مستقلًا – رفضت المحكمة المحلية دعواه؛ وقضية «ستوكلين ضد مأمور الضرائب»: ادعى كينيث ستوكلين أنه مواطن «حر ومستقل»، ولذلك فهو لا يخضع لقوانين ضرائب الدخل – رفضت محكمة الاستئناف الأمريكية للدائرة الثامنة دعوى ستوكلين، وحكمت عليه بغرامة قدرها 3,000 دولار بتهمة إزعاج السلطات.